# Charles François Hutin
Charles François Hutin (Parigi, 4 luglio 1715 – Dresda, 29 luglio 1776) è stato un pittore, incisore e scultore francese di storia e figure.

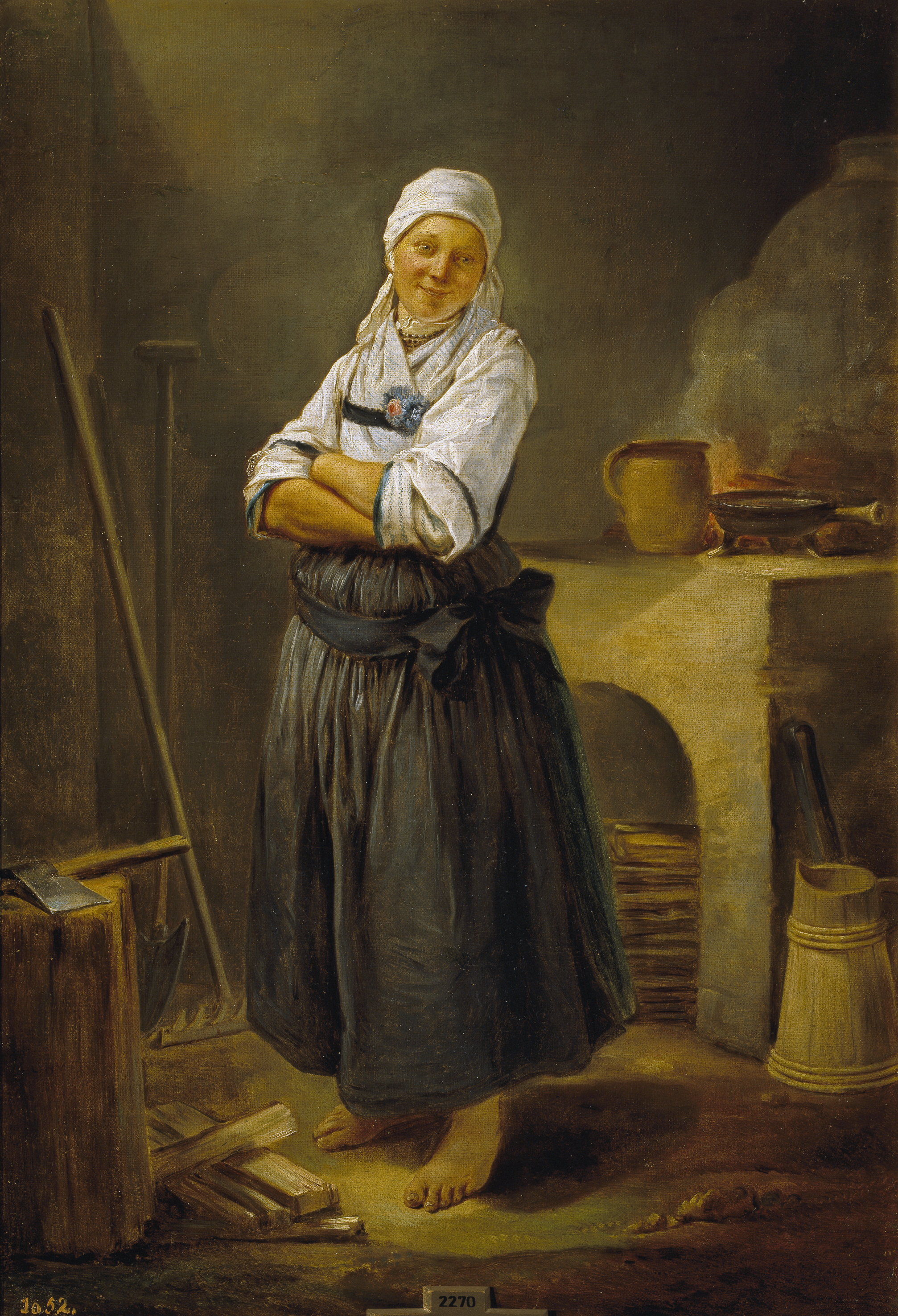
Paesana sassone

Divenne direttore della Reale Accademia d'arte di Dresda.

## Biografia
Hutin era nato a Parigi nel 1715. Studiò pittura con Francois Le Moine, e a ventun'anni ottenne il gran premio per la pittura storica, e si recò a Roma, dove trascorse sette anni. Lì studiò scultura con René-Michel Slodtz. 
Dopo il suo ritorno a Parigi, nel 1746, fu accolto nella Académie royale de peinture et de sculpture. Per ottenere l'ammissione eseguì una scultura come suo pezzo di presentazione ("morceau de reception") e questo attirò l'attenzione dell'elettore di Sassonia, che lo invitò  a Dresda nel 1748. Accettò l'invito e ci andò con suo fratello Pierre. Lì realizzò copie dei dipinti della galleria reale che furono pubblicati in due volumi chiamati Galleria di Dresda (1753-1757); anche suo fratello Pierre contribuì con alcuni disegni. Le lastre per questa pubblicazione furono incise a Parigi tra il 1750 e il 1756 e vi contribuirono oltre 20 incisori. 

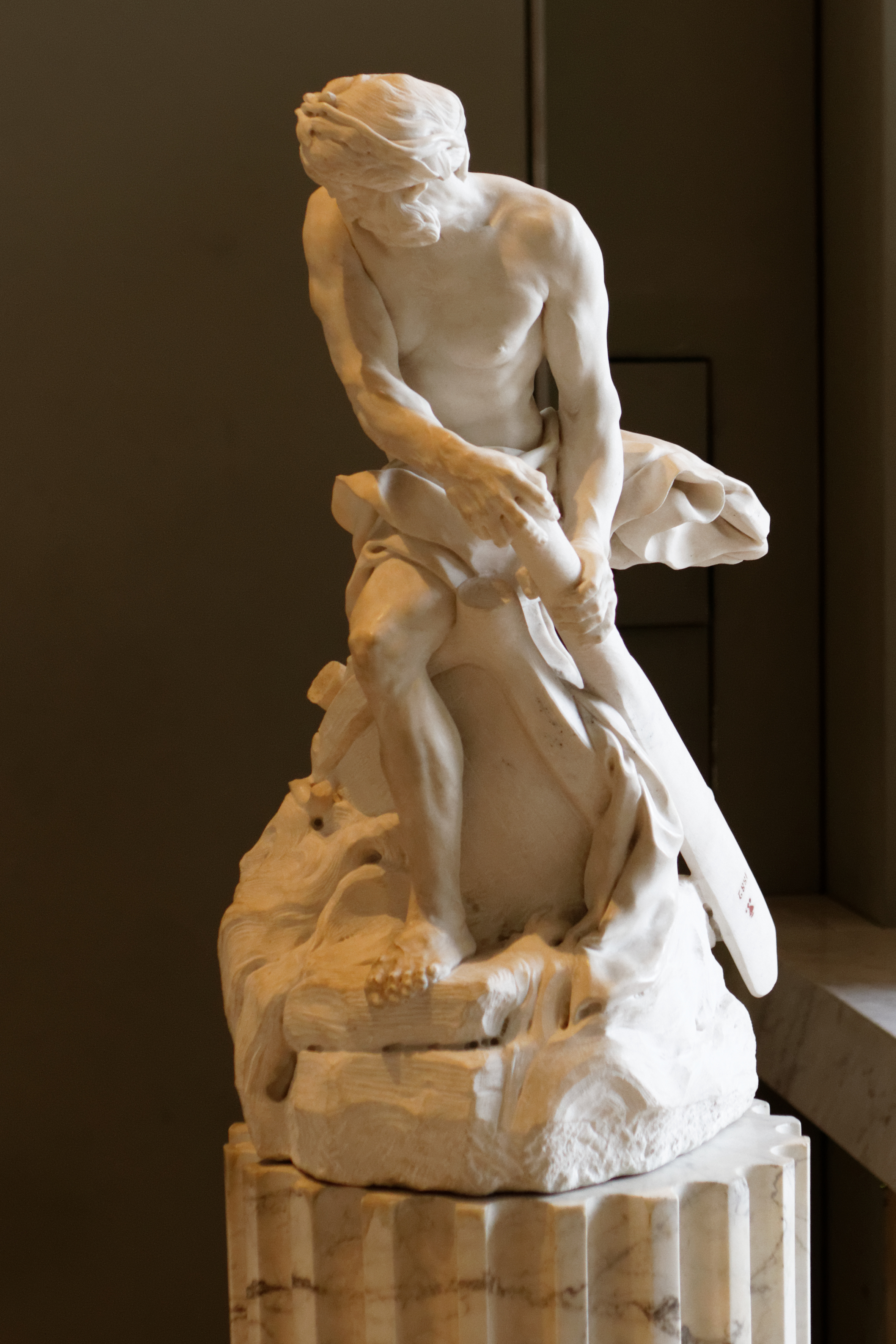
Caronte, il traghettatore dell'Ade

Nel 1764 divenne direttore della Reale Accademia d'arte di Dresda. Eseguì un dipinto per l'altare della crocifissione nella Cattedrale della Santissima Trinità di Dresda e, in una delle cappelle dietro l'altare maggiore, un soffitto affrescato. 
Pubblicò le sue opere grafiche in 35 tavole, con il titolo Recueil de différents sujets composés et gravés di Charles Hutin à Dresden, a Dresda nel 1763.
Hutin morì a Dresda il 29 luglio 1776.